# ジゼル・アラン
『ジゼル・アラン』は、笠井スイによる日本の漫画作品。2009年6月発売の隔月誌『Fellows!』（エンターブレイン）volume5より連載を開始。後に同誌が年10回刊誌『ハルタ』へと誌名を変更してからも偶数月発売号にて連載していたが、2014年8月発売のvolume17への掲載を最後に作者の体調不良のため休載が続いている。単行本は既刊5巻。
作者にとっての初連載作品。なお作品タイトルは『Fellows!』volume10までは「ジゼル・アランシリーズ」であったが、単行本第1巻の刊行に合わせてvolume11より現在のタイトルとなっている。

## あらすじ
物語の舞台は20世紀初頭のヨーロッパを舞台に、お嬢様育ちで、アパートの大家やってるジゼル・アランが「何でも屋」を開業する。

## 登場人物
ジゼル・アラン
本作の主人公であり、ヒロインの少女。13歳（3巻時点）。大資産家の出だが、訳あってアパートの大家兼何でも屋をしている。
お嬢様育ちであるため、世間の常識には疎い。その反面、語学などの教養を身につけている。好奇心旺盛で、エリックを引き込んで何でも屋を開業し、さまざまな問題に飛び込んでいく。
エリック・ルブラン
ジゼルのアパートに住む小説家志望の青年学生。家賃滞納を口実に、ジゼルの何でも屋を手伝わされる。
3巻では、小説家となる夢を叶えるためアパートを引き払う。
クレペル
ジゼルのアパートに住む初老の女性。夫を亡くし、一人暮らし。ジゼルが引き受けた最初の客でもある（愛猫の捜索依頼）。
コレット
ジゼルのアパートに入居してきた女性。花街の人気ストリッパーであるが、実は百合趣味があり、ジゼルに一目ぼれする。マリーという彼女と同棲・同衾している。
リシェ&エミリー
ジゼルのアパートに住む2人住まいの家族。リシェは翻訳事務所で働いているが、仕事が忙しく、娘のエミリーを中々構ってやることが出来ない。
ギー
プロの何でも屋。なり行きでジゼルの「商売敵」になってしまう。
リュカ
空き地に捨てられていた廃船に住みついていた少年。あだ名は「船長」。ジゼルとの出会いを経て一時孤児院に入るが、その後造船技師のパトリスの弟子となる。
ジョゼット・アラン
ジゼルの姉。アラン家の家風に馴染めないジゼルに対して、自身の所有するアパートの大家にならないかと提案する。
モネ
アラン家の初老の執事。家を出たジゼルを温かく見守る。
アンリ・パトリス
変り者の造船技師。
モニク
エリックを見出した編集者。

## 書誌情報
- 笠井スイ 『ジゼル・アラン』 エンターブレイン発行、角川グループパブリッシング発売 → KADOKAWA 〈ビームコミックス〉、既刊5巻
  1. 2010年7月15日発売、ISBN 978-4-04-726628-5
  2. 2011年5月14日発売、ISBN 978-4-04-727292-7
  3. 2012年6月15日発売、ISBN 978-4-04-728115-8
  4. 2013年10月15日発売、ISBN 978-4-04-729221-5
  5. 2015年7月15日発売、ISBN 978-4-04-730629-5